# Polówka błotna

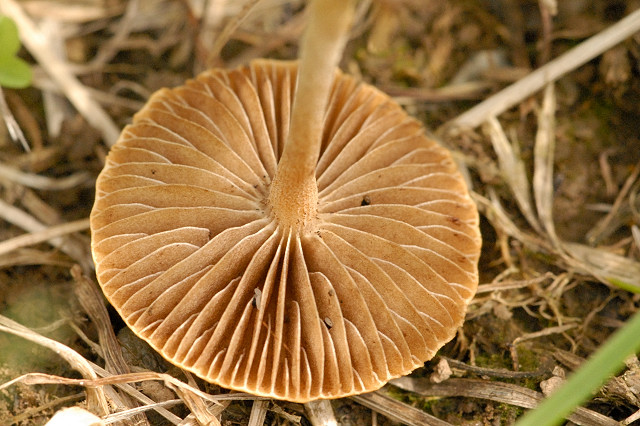

Polówka błotna (Agrocybe paludosa (J.E. Lange) Kühner & Romagn. ex Bon) – gatunek grzybów z rodziny pierścieniakowatych (Strophariaceae).

## Systematyka i nazewnictwo
Pozycja w klasyfikacji według Index Fungorum: Agrocybe, Strophariaceae, Agaricales, Agaricomycetidae, Agaricomycetes, Agaricomycotina, Basidiomycota, Fungi.
Po raz pierwszy gatunek ten opisał w 1921 r. Jakob Emanuel Lange pod nazwą Pholiota praecox var. paludosa. Obecną, uznaną przez Index Fungorum nazwę nadali mu Robert Kühner, Henri Charles Louis Romagnesi i Marcel Bon w 1987 r.
Synonimy:
- Agrocybe paludosa (J.E. Lange) Kühner & Romagn. 1953
- Pholiota paludosa (J.E. Lange) S. Lundell 1957
- Pholiota praecox var. paludosa J.E. Lange 1921

Polską nazwę zaproponował Władysław Wojewoda w 1999 r.

## Morfologia
Kapelusz
Średnica do 4 cm, u młodych owocników wypukły, potem rozprostowujący się, w końcu prawie płaski. Świeży jest lepki, ale szybko wysycha. Powierzchnia naga, o barwie od kremowej do pomarańczowej, wyraźnie blednie w miarę wysychania. Brzeg szarawy i nieco pomarszczony.
Blaszki
Wąsko przyrośnięte lub prawie wolne, gęste, początkowo białawe i zasłonięte białą osłoną, potem szarobrązowe.
Trzon
Wysokość 4–7 cm, grubość 3 mm, kruchy, kształt walcowaty. Powierzchnia naga, biaława, czasem przebarwiająca się na brązowo, zwłaszcza w dolnej połowie. Pierścień trwały, biały, przypominającym spódnicę. Z podstawy wyrastają białe ryzomorfy. 
Miąższ
Białawy, niezmieniający barwy po pokrojeniu, bez wyraźnego zapachu i smaku.
Cechy mikroskopowe
Wysyp zarodników o barwie średniego brązu. Zarodniki 8–11 × 5–7 µm, mniej lub bardziej elipsoidalne z jednym końcem spłaszczonym, gładkie, grubościenne; matowe, w KOH żółtawo-brązowe. Pory rostkowe o wymiarach 1–2 µm. Podstawki 26 × 7,5 µm, maczugowate z 4-sterygmami. Cheilocystydy 30–40 × 10–20 µm; maczugowate, gładkie, cienkościenne, w KOH szkliste. Pleurocystydy podobne do cheilocystyd. Skórka kapelusza błoniasta, złożona z gruszkowatych, gładkich elementów o wymiarach 10–25 µm, w KOH bezbarwnych lub żółtawych.

## Występowanie i siedlisko
Znane jest występowanie polówki wysmukłej w Ameryce Północnej, Europie, Japonii i Korei. W Ameryce Północnej i Europie jest szeroko rozprzestrzeniona, ale rzadka. W. Wojewoda w 2003 r. przytoczył 10 stanowisk w Polsce. Bardziej aktualne stanowiska podaje internetowy atlas grzybów. Znajduje się na Czerwonej liście roślin i grzybów Polski. Ma status R – gatunek potencjalnie zagrożony z powodu ograniczonego zasięgu geograficznego i małych obszarów siedliskowych. 
Saprotrof. Rośnie w trawie na polanach, w lasach, na obrzeżach dróg i w zaroślach, zwłaszcza pod robinią, wierzbami i bzem czarnym. Owocniki zazwyczaj od maja do września. Rośnie na terenach wilgotnych (bagna, tereny zalewowe i podobne).

## Gatunki podobne
Charakterystycznymi cechami polówki błotnej są: smukły kształt, trzon o grubości do 4 mm, trwały pierścień, cienki kapelusz o lekko pomarszczonym brzegu, brązowe zarodniki i występowanie w wilgotnych siedliskach. Pod mikroskopem brzegi blaszek są sterylne, wypełnione głównie maczugowatymi cheilocystydami. Podobna jest polówka wczesna (Agrocybe praecox), ale rośnie na innych siedliskach; wśród zrębków w liściastych lasach, w miastach i ogrodach.